# Луко-Неирони (Савона)
Луко-Неирони је насеље у Италији у округу Савона, региону Лигурија.
Према процени из 2011. у насељу је живело 129 становника. Насеље се налази на надморској висини од 109 м.